# Lista celor mai înalte clădiri și structuri din Londra

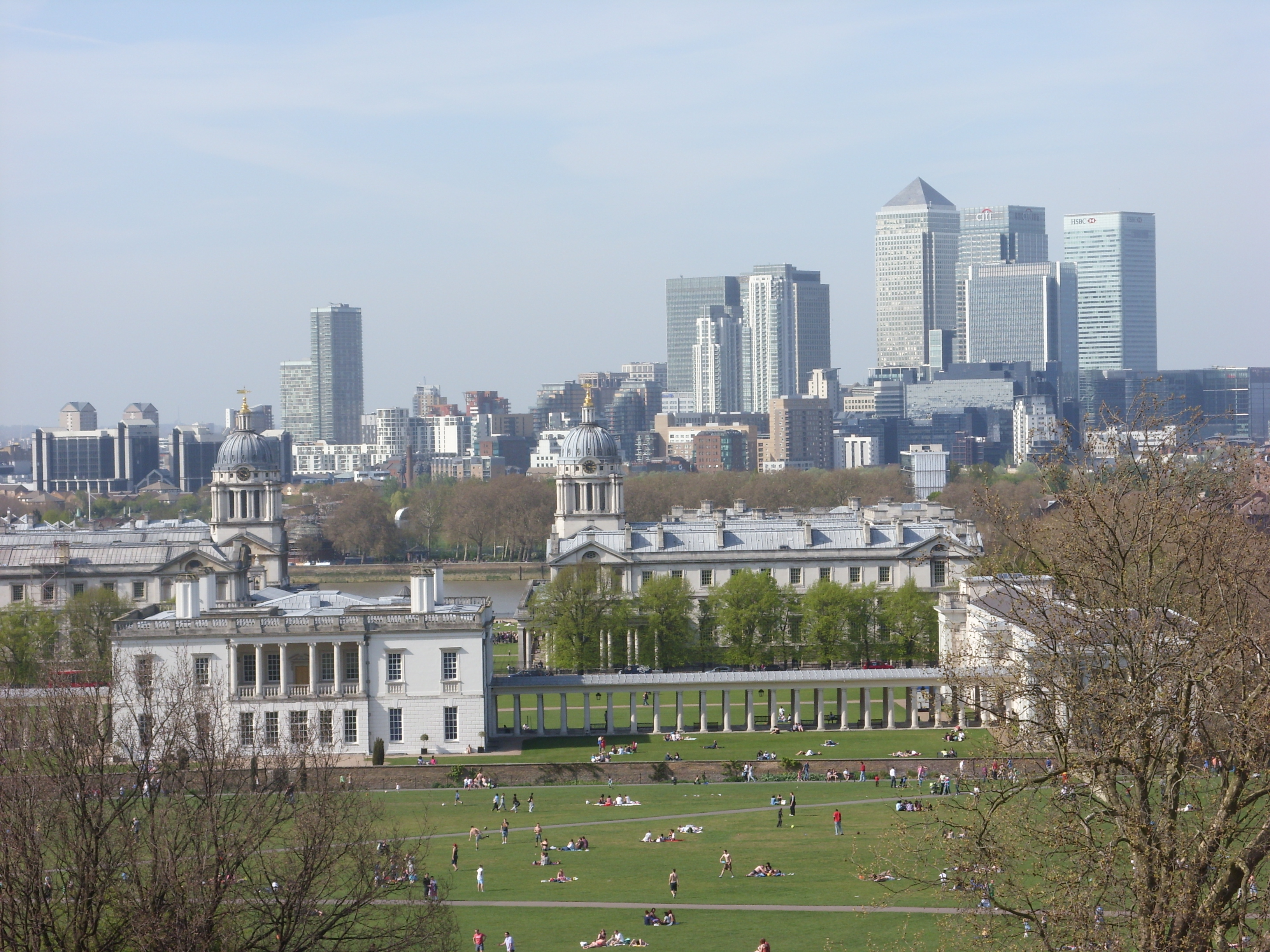
Cartierul financiar Canary Wharf văzut din Parcul Greenwich în aprilie 2011

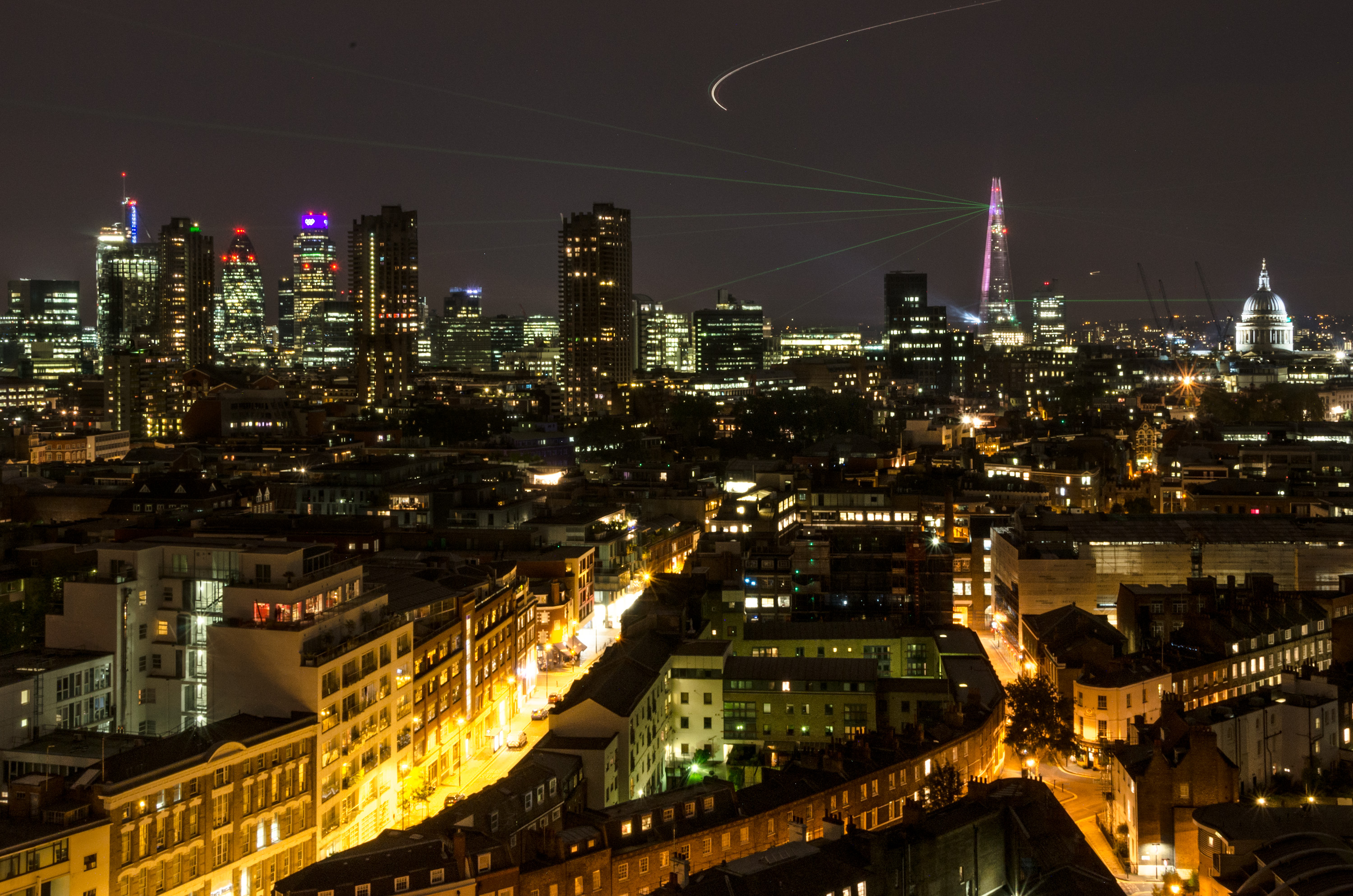
Panoramă a districtelor City of London și Southwark din timpul ceremoniei de deschidere a Shard London Bridge din iulie 2012

Această listă a celor mai înalte clădiri și structuri din Londra clasează zgârie-norii și turnurile din Londra, Regatul Unit după înălțime. Din noiembrie 2010 The Shard este cea mai înaltă structură din Londra, având o înălțime de 309,7 metri. A fost inaugurată în martie 2012 și a devenit cea mai înaltă clădire locuibilă din Europa. Cea mai înaltă structură finalizată integral este One Canada Square din Canary Wharf, care are 235 de metri și a fost inaugurată în 1991. Este a 15-a, cea mai înaltă clădire din Europa. Cea de a treia, cea mai înaltă clădire din Londra este Heron Tower în City of London tot ce a fost depășit în 2010, și se ridică la o înălțime de 230 de metri, inclusiv 28 de metri turnul.
Istoria de structuri înalte din Londra a început odată cu finalizarea 27 de metri (90 ft) Turnul Alb, o parte din Turnul Londrei, în 1098 Prima structură a depăși o înălțime de 100 de metri (328 ft) a fost de Catedrala Veche Sf. Paul. Finalizat în 1310, catedrala au stat la o înălțime de 150 de metri (493 ft) [4] A fost cea mai înaltă structura din lume, până la 1311, când înălțime TIC a fost depășit de Catedrala Lincoln din Lincoln, Anglia. A recâștigat titlul Când rândul său, Catedrala Lincoln a căzut în 1549. altho turla Catedralei Vechi St Paul a fost distrus de fulger la 4 iunie 1561, încă stăteau ca cea mai inalta structura din Londra, [5] în timp ce cea mai inalta structura din lume a devenit Catedrala din Strasbourg în Strasbourg, Franța. [5] Old St Paul a fost grav afectat de marele incendiu din Londra în septembrie 1666 și rămâne ulterior demolat. [4] Titlul de cea mai inalta structura din Londra a trecut la Catedrala Southwark, tot ce se ridică la o înălțime de 50 de metri (163 ft) [6] și nici o structură în Londra, din nou, a crescut de peste 100 de metri (328 ft) până la 1710, când Catedrala actuală St Paul a fost finalizat. [7] La 111 de metri (365 ft), la A rămas catedrala cea mai înaltă clădire din Londra până la depășit în 1962 de către Turnul BT, tot ce a fost depasit in lunile iulie 1964 și a fost deschisă oficial în luna octombrie 1965.
Au fost putini zgarie-nori construit în Londra, înainte de sfârșitul secolului trecut, din cauza restricțiilor de înălțimi impuse inițial de London Building Act din 1894 tot ce a urmat construirea Mansions paisprezece etaje Queen Anne lui. Deși restricțiile au fost diminuate, reglementările stricte rămân în vigoare pentru a păstra pentru a păstra vedere, în special cele de Catedrala St Paul, Turnul Londrei și Palatul Westminster, precum și pentru a se conforma cu cerințele Autorității Aviației Civile.
Ridicarea restricțiilor înălțime a provocat o explozie în construirea de clădiri înalte care se încadrează în anii 1960. Una dintre clădiri notabile înalte din Londra a fost primul 117 de metri (384 ft) Centre Point, finalizat în 1966. Turnul NatWest urmat în 1980, toate care la 183 metri (600 ft) a devenit primul adevărat "zgarie-nori" din Londra cu standardele internaționale. Acesta a fost urmat în 1991 de 235 de metri (771 ft) Un Canada Square, tot ce a format central al dezvoltării Canary Wharf. În urma unui decalaj de 10 ani, mai mulți zgârie-nori noi, apărut pe Londra skyline: 8 Canada Square, 25 Canada Square, clădirile Heron Cheile, sediul Barclays, Turnul Broadgate și premiat 30 St Mary Axe. Unele dintre premii acordate la 30 St Mary Axe includ Premiul Skyscraper Emporis în 2003 [8] și RIBA Stirling Prize pentru arhitectură în 2004. [9]
Cu precedentul stabilit de turnuri de Canary Wharf și cu încurajarea de primar de formare a Londrei, Ken Livingstone, tendinta reînnoită pentru construirea de înalt are-fasole boabe Infiintata in ultimii ani. Există 8 structuri activ în construcție în Londra, care va crește de cel puțin 100 de metri (328 ft) în înălțime. 288 de metri "Pinnacle" planificate pentru a forma central al clusterului zgârie-nori City, a-fost în așteptare din ianuarie 2012.

## Cele mai înalte clădiri și structuri

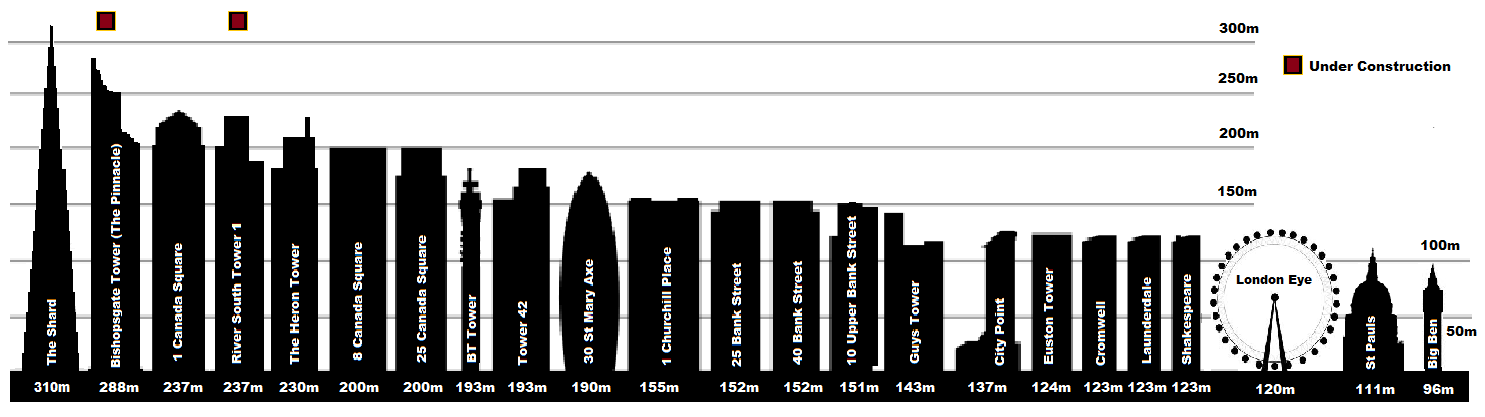
Cele mai înalte clădiri din Regatul Unit

Aceast tabel clasează zgârie-norii și turnurile de sine stătătoare din Londra care au cel puțin 100 de metri înălțime. Aceasta include piscurile și detaliile arhitecturale, dar nu și stâlpii de antene. Semnul egal (=) indică aceeași înălțime între două sau mai multe clădiri. Coloana „An” indică anul în care a fost finalizată clădirea.
| Loc | Nume                          | Imagine | Înălțime (metri) | Etaje | An   | Note |
| 1   | The Shard                     |         | 310              | 87    | 2012 | Inaugurat pe 30 martie 2012. Cea mai înaltă clădire din Regatul Unit și din Uniunea Europeană.                 |
| 2   | One Canada Square             |         | 235              | 50    | 1991 | A 19-a cea mai înaltă clădire din Europa, cea mai înalt din Canary Wharf.                                      |
| 3   | Heron Tower                   |         | 230              | 46    | 2011 | Cea mai înaltă clădire din City of London. 202m + 28m antena.                                                  |
| 4   | Transmițătorul Crystal Palace |         | 219              | N/A   | 1950 | Cea mai înaltă structură completă din Londra în anii 1950.                                                     |
| 5=  | 8 Canada Square               |         | 200              | 42    | 2002 | A 31-a cea mai înaltă clădire din Europa și a patra din Regatul Unit.                                          |
| 5=  | 25 Canada Square              |         | 200              | 42    | 2002 | A 31-a cea mai înaltă clădire din Europa și a patra din Regatul Unit.                                          |
| 7   | Tower 42                      |         | 183 / 600        | 47    | 1980 | De asemenea cunoscută ca Turnul NatWest. A 39-a cea mai înaltă clădire din Europa și a șasea din Regatul Unit. |
| 8   | St George Wharf Tower         |         | 181 / 594        | 49    | 2013 | Terminată în noiembrie 2012.                                                                                   |
| 9   | 30 St Mary Axe                |         | 180 / 590        | 40    | 2003 | De asemenea cunoscută sub denumirea de clădirea Swiss Re, sau Gherkin.                                         |
| 10  | BT Tower                      |         | 177 / 581        | 34    | 1964 | Antenă de 12m.                                                                                                 |
| 11  | Broadgate Tower               |         | 161 / 529        | 35    | 2008 | A 66-a cea mai înaltă clădire din Europa.                                                                      |
| 12  | One Churchill Place           |         | 156 / 513        | 32    | 2004 | A 11-a cea mai înaltă clădire din Regatul Unit.                                                                |
| 13= | Croydon Transmitter           |         | 153 / 502        | N/A   | 1964 | [ 26 ] [ 27 ]                                                                                                  |
| 13= | 25 Bank Street                |         | 153 / 502        | 33    | 2003 | A 12-a cea mai înaltă clădire din Regatul Unit.                                                                |
| 13= | 40 Bank Street                |         | 153 / 502        | 33    | 2003 | A 12-a cea mai înaltă clădire din Regatul Unit.                                                                |
| 16  | 10 Upper Bank Street          |         | 151 / 495        | 32    | 2003 | A 14-a cea mai înaltă clădire din Regatul Unit.                                                                |
| 17= | Pan Peninsula East Tower      |         | 147 / 484        | 48    | 2008 | [ 34 ] [ 35 ]                                                                                                  |
| 17= | Strata                        |         | 147 / 484        | 43    | 2010 | [ 36 ] [ 37 ]                                                                                                  |
| 19  | Guy's Tower                   |         | 143 / 469        | 34    | 1974 | Cel mai înalt spital din lume.                                                                                 |
| 20  | 22 Marsh Wall East Tower      |         | 140 / 458        | 40    | 2010 | |
| 21  | London Eye                    |         | 135 / 443        | N/A   | 1999 | A treia cea mai înaltă roată din lume.                                                                         |
| 22= | 150 High Street Stratford     |         | 133 / 436        | 41    | 2013 | [ 42 ] [ 43 ]                                                                                                  |
| 22= | Wembley Stadium               |         | 133 / 436        | 6     | 2007 | Al doilea cel mai înalt stadion din lume.                                                                      |
| 24  | CityPoint                     |         | 127 / 417        | 36    | 1967 | [ 46 ] [ 47 ]                                                                                                  |
| 25  | Willis Building               |         | 125 / 410        | 26    | 2007 | [ 48 ] [ 49 ]                                                                                                  |
| 26  | Euston Tower                  |         | 124 / 408        | 36    | 1970 | [ 50 ] [ 51 ]                                                                                                  |
| 27= | Cromwell Tower                |         | 123 / 404        | 42    | 1973 | [ 52 ] [ 53 ]                                                                                                  |
| 27= | Lauderdale Tower              |         | 123 / 404        | 43    | 1974 | [ 54 ] [ 55 ]                                                                                                  |
| 27= | Shakespeare Tower             |         | 123 / 404        | 43    | 1976 | [ 56 ] [ 57 ]                                                                                                  |
| 30  | Pan Peninsula West Tower      |         | 122 / 400        | 39    | 2008 | [ 58 ] [ 59 ]                                                                                                  |
| 31  | Millbank Tower                |         | 119 / 390        | 33    | 1963 | [ 60 ] [ 61 ]                                                                                                  |
| 32  | Aviva Tower                   |         | 118 / 387        | 28    | 1969 | Acum cunoscut ca St. Helen's                                                                                   |
| 33= | Centre Point                  |         | 117 / 385        | 35    | 1967 | [ 64 ] [ 65 ]                                                                                                  |
| 34= | Empress State Building        |         | 117 / 385        | 31    | 1961 | Inițial avea 100 metri (328 ft) până la înălțarea din 2003.                                                    |
| 35  | ArcelorMittal Orbit           |         | 115 / 377        | 2     | 2012 | [ 68 ] |
| 36  | Battersea Power Station       |         | 113 / 370        | 10    | 1953 | [ 69 ] [ 70 ]                                                                                                  |
| 37  | The Heron                     |         | 112 / 367        | 35    | 2012 | De asemenea cunoscut ca Milton Court.                                                                          |
| 38  | St Paul's Cathedral           |         | 111 / 364        | N/A   | 1710 | Cel mai înalt locaș de cult din Londra.                                                                        |
| 39= | South Bank Tower              |         | 108 / 354        | 34    | 1972 | În trecut King's Reach Tower.                                                                                  |
| 39= | 1 West India Quay             |         | 108 / 354        | 36    | 2004 | [ 78 ] [ 79 ]                                                                                                  |
| 41  | Shell Centre                  |         | 107 / 351        | 26    | 1961 | [ 80 ] [ 81 ]                                                                                                  |
| 42= | 33 Canada Square              |         | 105 / 344        | 18    | 1999 | [ 82 ] [ 83 ]                                                                                                  |
| 42= | Nido Spitalfields             |         | 105 / 344        | 34    | 2009 | 100 Middlesex Street.                                                                                          |
| 42= | Pioneer Point North, Ilford   |         | 105 / 344        | 31    | 2011 | [ 85 ] [ 86 ] [ 87 ]                                                                                           |
| 45= | 99 Bishopsgate                |         | 104 / 340        | 26    | 1976 | [ 88 ] [ 89 ]                                                                                                  |
| 45= | Ontario Tower                 |         | 104 / 340        | 29    | 2007 | [ 90 ] [ 91 ]                                                                                                  |
| 47  | Victoria Tower                |         | 102 / 336        | N/A   | 1858 | 102 m. |
| 48= | Portland House                |         | 101 / 331        | 29    | 1963 | [ 94 ] [ 95 ]                                                                                                  |
| 48= | London Hilton on Park Lane    |         | 101 / 331        | 28    | 1963 | |
| 48= | Royal London Hospital Tower 2 |         | 101 / 331        | 18    | 2010 | [ 96 ] |
| 51  | Stock Exchange Tower          |         | 100 / 328        | 27    | 1970 | [ 97 ] [ 98 ]                                                                                                  |

## Clădiri în construcție, aprobate și propuse

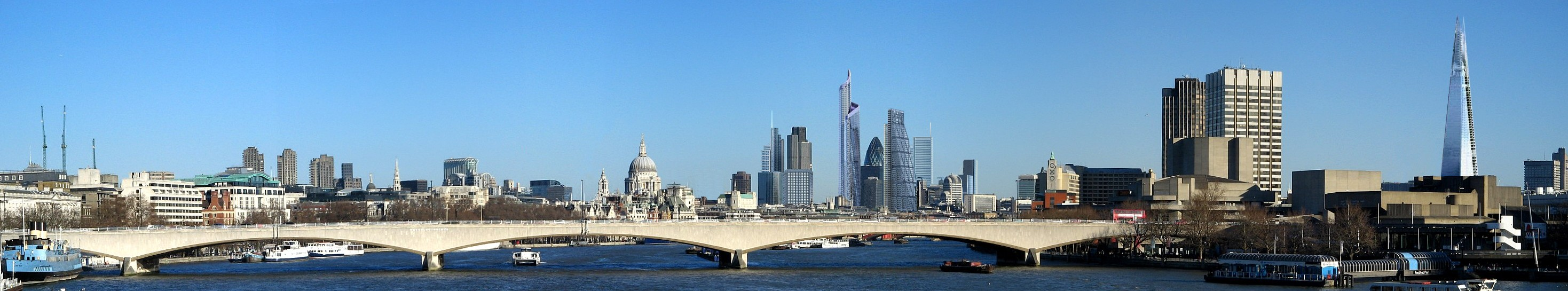
Panoramă a districtului City of London din 2012. Datorită crizei financiare din 2008, mai multe proiecte imobiliare au fost amânate și vor fi finalizate după 2014.

### În construcție

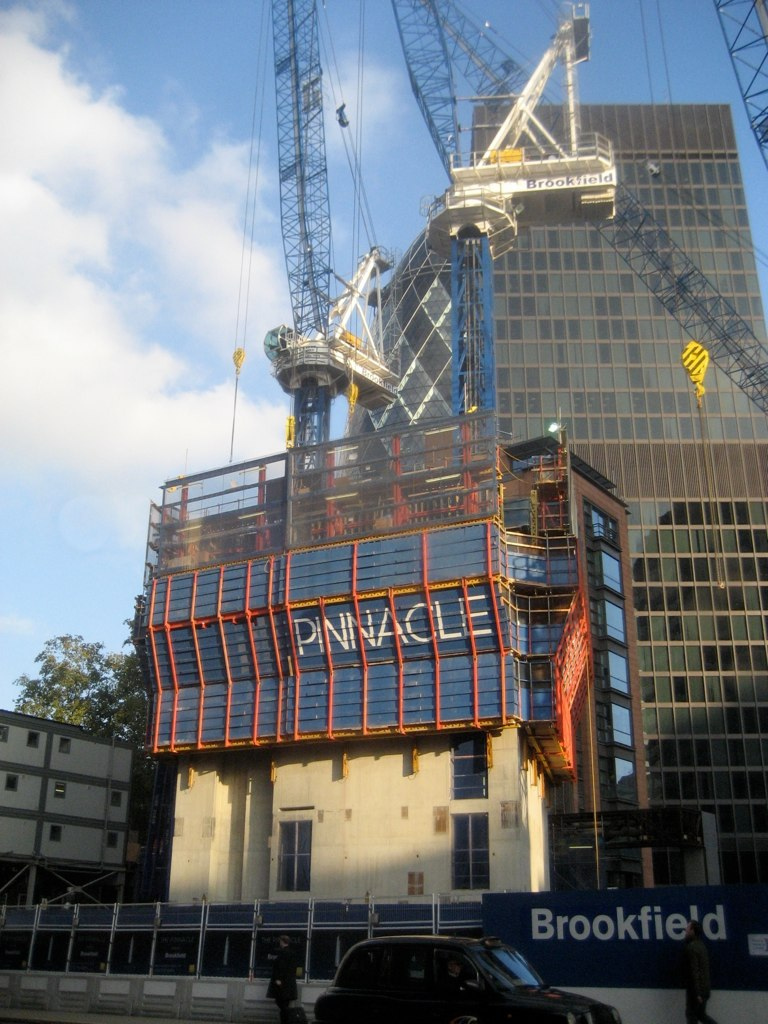
Bishopsgate Tower în noiembrie 2010

Aceast tabel include clădirile din Londra aflate în construcție care vor avea o înălțime de cel puțin 100 m. Clădirile în construcție care au fost deja inaugurate sunt enumerate mai jos.
| Nume                    | Înălțime (metri) | Etaje | An (est.) | Note                                                    |
| The Pinnacle            | 288              | 63    | 2015?     | În așteptare                                            |
| Riverside South Tower 1 | 237              | 45    | 2016      | [ 102 ] [ 103 ] [ 104 ]                                 |
| The Leadenhall Building | 225              | 48    | 2014      | Poreclită „The Cheesegrater” („Răzătoarea de cașcaval”) |
| Riverside South Tower 2 | 186              | 37    | 2016      | [ 105 ] [ 106 ] [ 107 ]                                 |
| 100 Bishopsgate         | 172              | 40    | 2015      | În așteptare                                            |
| Beetham Tower           | 163              | 49    | 2015      | Blackfriars Road, nr. 1, amplasarea pilonilor           |
| 20 Fenchurch Street     | 160              | 39    | 2014      | Poreclită „Walkie-Talkie”                               |
| Providence Tower        | 136              | 44    | 2015      | Fosta Quebec Building                                   |
| Saffron Square          | 134              | 44    | 2015      | [ 115 ]                                                 |
| 25 Churchill Place      | 124              | 23    | 2014      | [ 116 ]                                                 |
| St. Mary's              | 124              | 37    | 2015      | Elephant & Castle                                       |
| Lexicon Tower           | 116              | 36    | 2015      | City Road, nr. 261                                      |

### Aprobate
Aceast tabel inlcude clădirile care au fost aprobate pentru construcție în Londra și care vor avea o înălțime de cel puțin 100 m.
| Nume                                  | Înălțime (metri) | Etaje | An* (est.) | Note                                                           |
| Columbus Tower                        | 237              | 61    |            | Cerere aprobată de primarul Boris Johnson în 2009              |
| North Quay Tower 1                    | 221              | 40    | 2017       | [ 121 ] [ 122 ]                                                |
| Wood Wharf W07B                       | 206              | 51    | 2019       |                                                                |
| North Quay Tower 3                    | 203              | 38    | 2017       | [ 123 ] [ 124 ]                                                |
| One Nine Elms East Tower              | 200              | 58    |            | [ 125 ] [ 126 ]                                                |
| Lansdowne Road Tower                  | 199              | 55    |            | (Odalisk)                                                      |
| One Park Place                        | 197              | 45    |            | [ 128 ] [ 129 ] [ 130 ]                                        |
| 52-54 Lime Street                     | 190              | 35    | 2017       | Cerere depusă pe 22 iunie 2012 și aprobată pe 15 ianuarie 2013 |
| Wood Wharf W06                        | 187              | 45    | 2019       |                                                                |
| Wood Wharf W02                        | 182              | 40+   | 2019       |                                                                |
| Morello Tower                         | 171              | 53    | 2014       | Cherry Orchard Road                                            |
| Vauxhall Square Tower 1               | 168              | 50    |            | [ 134 ]                                                        |
| Vauxhall Square Tower 2               | 168              | 50    |            | [ 134 ]                                                        |
| Principal Place                       | 164              | 51    |            | Complex rezidențial                                            |
| One Nine Elms West Tower              | 160              | 47    |            | River Tower                                                    |
| Ruskin Square Building                | 159              | 26    |            | Aka Croydon Gateway                                            |
| Wood Wharf W07C                       | 154 / 505        | 30+   |            |                                                                |
| Baltimore Wharf Building 1            | 150              | 46    | 2015       | [ 138 ] [ 139 ] [ 140 ]                                        |
| Newfoundland Tower                    | 145              | 37    |            | [ 141 ] [ 142 ]                                                |
| Manhattan Loft Gardens                | 143              | 42    | 2015       | [ 143 ]                                                        |
| 360-London                            | 142              | 44    |            | London Park Hotel Tower                                        |
| Imperial College Tower                | 141              | 35    |            | Campusul White City                                            |
| Doon Street Tower                     | 140              | 43    |            | [ 149 ]                                                        |
| Vauxhall Cross Tower 1                | 140              | 41    |            | [ 150 ] [ 151 ]                                                |
| 1 Merchant Square                     | 140              | 41    |            | [ 152 ]                                                        |
| 145 City Road                         | 136              | 39    | 2016       | [ 153 ]                                                        |
| Heron Plaza                           | 135              | 44    | 2014       | [ 154 ]                                                        |
| Croydon Vocational Tower              | 134              | 29    |            | [ 155 ]                                                        |
| 20 Blackfriars Road Residential Tower | 133              | 43    |            | Aprobată după o anchetă publică.                               |
| Wood Wharf W07A                       | 128              | 30+   |            |                                                                |
| The Stage, Shoreditch                 | 126              | 40    | 2016       | [ 159 ]                                                        |
| Vauxhall Sainsbury's Tower G          | 125,5            | 37    | 2016       | [ 160 ] [ 161 ]                                                |
| 40 Marsh Wall                         | 124              | 39    |            | [ 162 ]                                                        |
| Elizabeth House                       | 123              | 29    |            | Waterloo                                                       |
| Broadway Chambers, Stratford          | 123              | 38    |            | [ 164 ]                                                        |
| Helix-London Building B               | 122              | 35    |            | Trafalgar Way                                                  |
| Lots Road South Tower                 | 122              | 37    |            | [ 167 ] [ 168 ] [ 169 ]                                        |
| North Quay Tower 2                    | 120              | 18    | 2017       | [ 170 ] [ 171 ]                                                |
| Vauxhall Sky Gardens                  | 120              | 36    |            | [ 172 ] [ 173 ]                                                |
| Wood Wharf W08                        | 119              | 30+   |            |                                                                |
| Meridian Tower, Greenwich             | 118              | 32    |            | [ 174 ]                                                        |
| Convoys Wharf Tower 1                 | 116              | 40    |            | [ 175 ]                                                        |
| Vauxhall Cross Tower 2                | 115              | 32    | 2010       | [ 150 ] [ 151 ]                                                |
| Wood Wharf W05                        | 113              | 25+   | 2019       |                                                                |
| The Quill                             | 109              | 31    | 2014       | [ 176 ]                                                        |
| Dollar Bay Tower                      | 109              | 31    |            | [ 177 ] [ 178 ]                                                |
| Brickfields Tower                     | 108              | 30    |            | White City                                                     |
| Helix-London Building A               | 105              | 29    |            | Trafalgar Way                                                  |
| One Angel Court                       | 100              |       |            | Recondiționare a 97 m din clădire.                             |

* Intrările din tabel fără text indică faptul că informațiile cu privire la anul finalizării unei clădiri nu a fost anunțat încă.

### Propuse
Acest tabel include clădirile care au fost propuse pentru construcție în Londra și care vor avea o înălțime de cel puțin 100 m. Odată ce o cerere de planificare a fost depusă, decizia luată de autoritatea competentă poate dura doi sau trei ani.

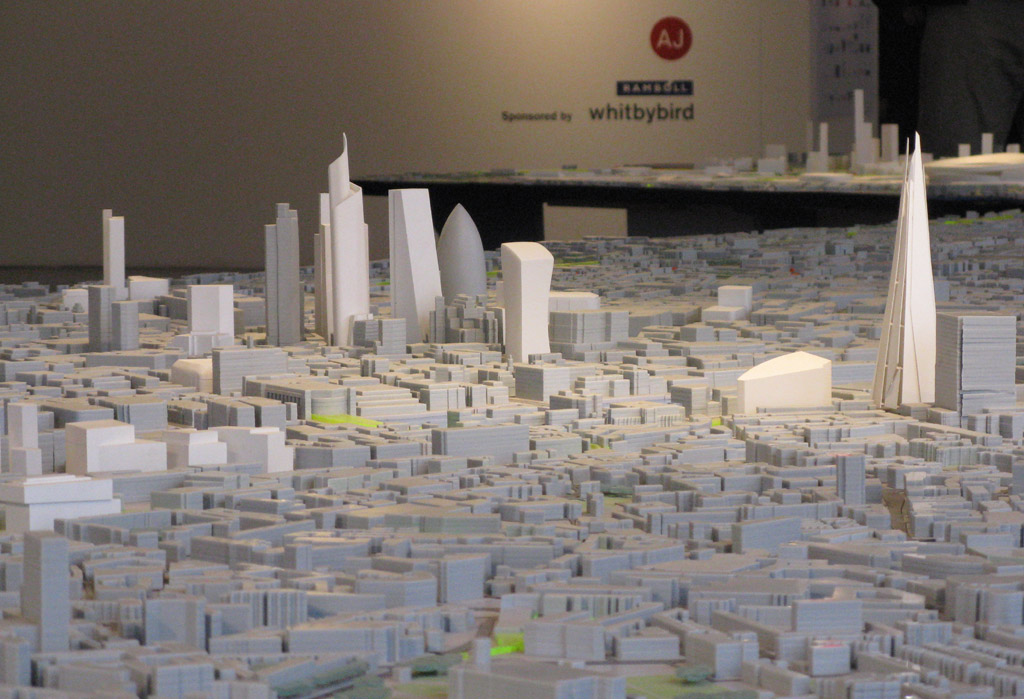
Machete ale zgârie-norilor planificați pentru centrul Londrei. (2012)

| Nume                            | Înălțime (metri) | Etaje | An (Propunere) | Note                                                    |
| The Three Spires                | 253              | 64    | 2009           | Trei turnuri având înălțimile de 253, 210 și 106 metri. |
| The Pride                       | 233              | 75    | 2012           | Cerere depusă pe 12 decembrie 2012                      |
| Heron Quays West                | 185,5            | 40    | 2013           | [ 185 ] [ 186 ]                                         |
| Arrowhead Quay Tower 1          | 177,5            | 55    | 2012           | Cerere depusă pe 17 ianuarie 2013                       |
| Ludgate House Tower B           | 162,6            | 49    | 2012           | Cerere depusă pe 24 decembrie 2012                      |
| Arrowhead Quay Tower 2          | 161,5            | 50    | 2012           | Cerere depusă pe 17 ianuarie 2013                       |
| Cuba Street Tower 1             | 157              | 52    | 2010           | Cerere depusă pe 9 iunie 2011                           |
| Angel Tower                     | 154 / 505        | 46    | 2012           | Marsh Wall, nr. 225, cerere depusă pe 1 noiembrie 2012  |
| Millharbour West Building A     | 150              | 46    | 2009           | [ 191 ] [ 192 ]                                         |
| Skylines Village Block B1       | 148              | 45    | 2012           | Cerere depusă pe 7 martie 2012                          |
| Canada Water Building C4        | 140*             |       | 2013           | [ 194 ]                                                 |
| Millharbour East Building E     | 140              | 46    | 2009           | [ 192 ] [ 195 ]                                         |
| London Dock Tower               | 130*             | 38    | 2012           | [ 196 ]                                                 |
| Eileen House                    | 128              | 42    | 2009           | Cerere depusă pe 23 februarie 2009, refuzată            |
| Millharbour East Building A     | 126              | 37    | 2009           | [ 192 ] [ 199 ]                                         |
| Shell Centre Tower 1            | 122              | 37*   | 2012           | [ 200 ]                                                 |
| Cuba Street Tower 2             | 122              | 40    | 2010           | Cerere depusă pe 9 iunie 2011                           |
| Millharbour West Buildings B, C | 121              | 37    | 2009           | [ 192 ] [ 201 ]                                         |
| Ram Brewery Tower, Wandsworth   | 120*             | 35    | 2012           | Cerere depusă 2012/5286                                 |
| 250 City Road, Tower 1          | 120*             | 37*   | 2013           | Situl City Forum                                        |
| Keybridge House Tower           | 120*             | 35*   | 2013           | Vauxhall                                                |
| 1 Crown Place, Hackney          | 114 / 365        | 24    | 2009           | Cerere depusă pe 17 noiembrie 2009                      |
| 250 City Road, Tower 2          | 110*             | 33*   | 2013           | Situl City Forum                                        |
| Millharbour West Building D     | 108              | 24    | 2009           | [ 192 ] [ 206 ]                                         |
| Sampson House Tower B           | 105,1            | 31    | 2012           | Cerere depusă pe 24 decembrie 2012                      |
| 2–12 High Street, Stratford     | 105              | 35    | 2010           | Cerere depusă pe 28 noiembrie 2010                      |
| Stratford City Tower            | 103              | 33    | 2013           | Cerere înaintată pe 2 iulie 2013, Gt. Eastern Road      |
| Poplar Business Park Block C    | 103              | 31    | 2010           | Cerere depusă pe 16 septembrie 2010                     |
| Shell Centre Tower 2            | 102              | 32*   | 2012           | [ 200 ]                                                 |
| Stratford Gateway Towers 1 & 2  | 102              | 32    | 2011           | [ 210 ]                                                 |

* Cifră aproximativă.

## Construcții anulate
Acest tabel include clădirile cu o înălțime de cel puțin 100 m care au fost propuse să fie construite în Londra, ale căror cereri de planificare au fost respinse sau retrase.
| Nume                                                    | Înălțime (metri) | Etaje* | An   | Note                              |
| London Millennium Tower                                 | 386              | 92     | 1996 |                                   |
| London Bridge Tower (vechiul design)                    | 366              | 87     | 2000 | [ 211 ]                           |
| The Spark Plug (Battersea Eco-tower)                    | 300              | 40     | 2008 | [ 212 ] [ 213 ]                   |
| Minerva Building                                        | 246              | 53     | 2002 |                                   |
| Elephant & Castle, Tower 1                              | 228              | 55     | 2001 | [ 214 ]                           |
| 6–8 & 22–24 Bishopsgate Redevelopment (design original) | 216              | 50     | 2002 | [ 215 ]                           |
| New London Bridge House Redevelopment                   | 211              | 50     | 2004 | [ 216 ]                           |
| Stratford City Tower                                    | 210              | 50     |      | [ 217 ]                           |
| Citypoint (Santiago Calatrava)                          | 203              | 27     | 1997 | [ 218 ]                           |
| Ropemaker Place Tower                                   | 200              | 38     | 2001 | [ 219 ]                           |
| Elephant & Castle, Tower 2                              | 182              | 35     | 2001 | [ 220 ]                           |
| King's Cross Towers 1 & 2                               | 180              | 44     | 1987 | [ 221 ] [ 222 ]                   |
| The Blade, Paddington                                   | 150              | 44     |      | [ 223 ] [ 224 ]                   |
| Vauxhall Bondway Tower                                  | 149              | 43     | 2009 | Respinsă                          |
| Ram Brewery Tower 1, Wandsworth                         | 145 / 476        | 42     | 2008 | Respinsă                          |
| The Leaf Block F, Ealing                                | 138              | 49     |      | [ 229 ] [ 230 ]                   |
| Victoria Interchange Buildings 2 & 7                    | 134              | 42     |      | [ 231 ] [ 232 ]                   |
| 70–100 City Road Block A                                | 131              | 39     | 2008 | [ 233 ]                           |
| Clapham Junction Towers 1 & 2                           | 127              | 40     | 2008 | [ 234 ] [ 235 ]                   |
| Bishops Place Building 1                                | 126              | 32     | 2006 | [ 135 ] [ 236 ]                   |
| St. John's Tower, Stratford                             | 116              | 30     |      | [ 237 ]                           |
| Walbrook Square Building 1                              | 107              | 22     | 2006 | Reproiectată                      |
| Trinity Building 3                                      | 100              | 25     | 2008 | Clădirea existentă să fi renovată |
| 4–5 South Quay Square                                   | 100              | 30     | 2006 | Cerere retrasă                    |

## Clădiri demolate
Acest tabel include toate clădirile demolate din Londra care au avut o înălțime de cel puțin 100 de metri.
| Nume             | Imagine | Înălțime (metri) | Etaje | Construită în | Demolată în | Note                              |
| Drapers' Gardens |         | 100              | 30    | 1967          | 2007        | Proiectată de Richard Seifert.    |
| Southwark Towers |         | 100              | 25    | 1976          | 2009        | Înlocuită de Shard London Bridge. |

## Viziuni de zgârie-nori
| Nume                                  | Înălțime (metri) | Etaje | An   | Note                |
| Mile High Eco Tower                   | 1500             | 500   | 2007 | [ 242 ] [ 243 ]     |
| Citygate Ecotower                     | 485              | 108   | 2002 | [ 244 ]             |
| Mallory Clifford Project              | 470              | 100   | 1998 | Aka Southwark Tower |
| Green Bird                            | 442              | 83    | 1990 | [ 246 ]             |
| Wembley Park Tower                    | 353              |       | 1890 | [ 247 ]             |
| Aldegate Tower                        | 325              | 85    | 1989 | [ 248 ]             |
| Glass Tower                           | 304              | 80    | 1852 | [ 249 ]             |
| Vortex Tower                          | 300              | 70    | 2004 | [ 250 ]             |
| Credit Suisse First Boston Building   | 250              | 50    | 1989 | [ 251 ]             |
| Glengall View Place                   | 230              | 54    | 2006 | [ 252 ] [ 253 ]     |
| Cricklewood Tower                     | 216              | 47    |      | [ 254 ] [ 255 ]     |
| 80 & 88–104 Bishopsgate Redevelopment | 214              | 50    |      | [ 256 ]             |
| Folgate Street (Project Cosmos)       |                  | 50    |      | [ 257 ]             |
| Skyhouse                              | 168              | 50    |      | 305 m în original   |
| Royal Courts of Justice               | 165*             |       | 1865 | [ 260 ]             |
| Corporation of London Tower           | 150*             |       | 1944 | [ 261 ]             |

* Înălțime estimativă

## Cronologia celor mai înalte clădiri și structuri

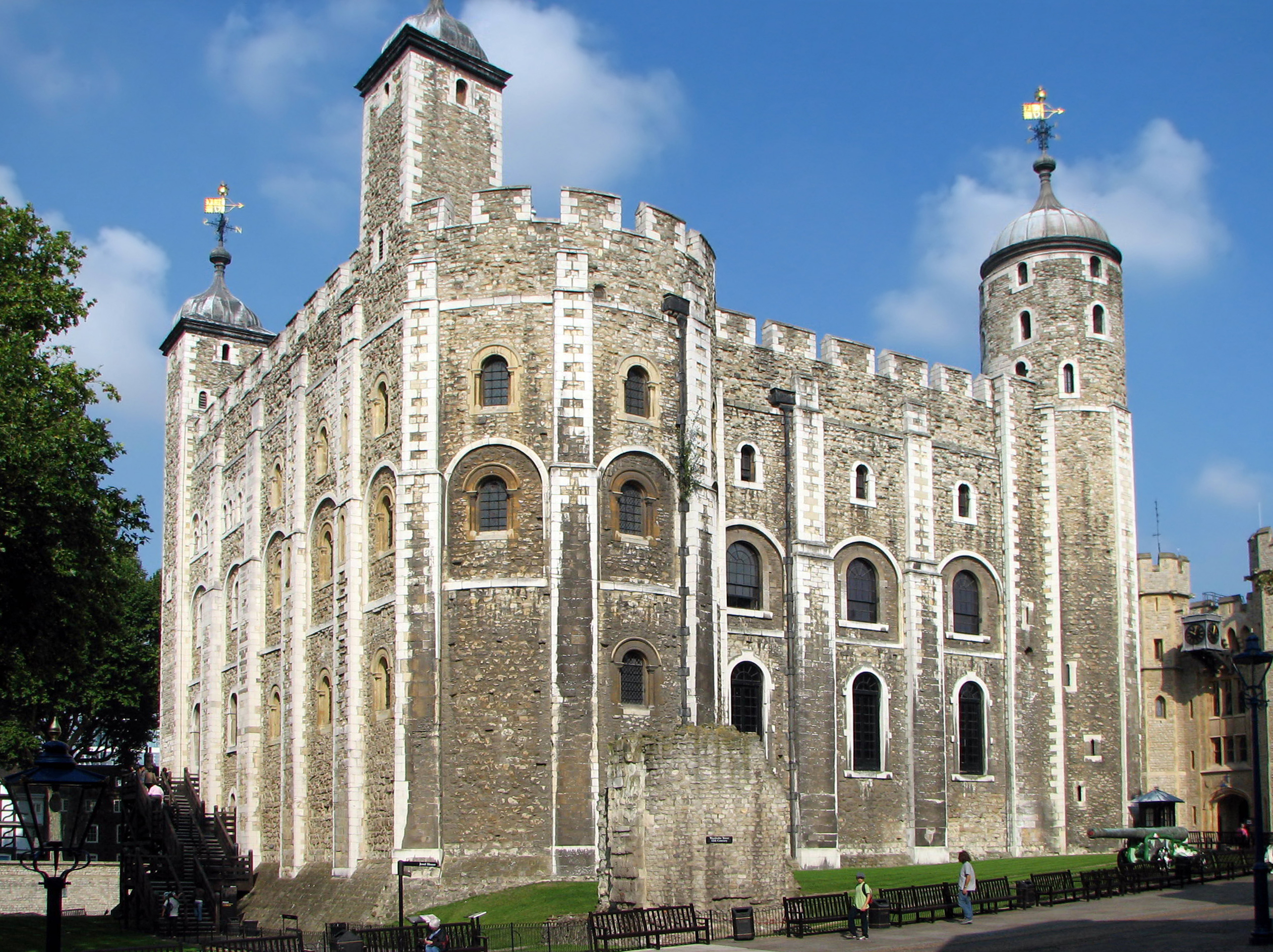
Turnul Alb a fost cea mai înaltă structură din Londra între anii 1098 și 1310.

Aceast tabel include structurile de sine stătătoare care au deținut la un moment dat titlul de cea mai înalta structură din Londra.
| Nume                                   | Locație             | Ani       | Înălțime (metri) | Etaje | Note    |
| Turnul Alb                             | Tower Hill          | 1098–1310 | 27               | N/A   | [ 262 ] |
| Vechea Catedrală St Paul[A]            | City of London      | 1310–1666 | 150[B]           | N/A   | [ 263 ] |
| Catedrala Southwark                    | Southwark           | 1666–1677 | 50               | N/A   | [ 264 ] |
| Monumentul Marelui incendiu din Londra | City of London      | 1677–1683 | 62               | N/A   | [ 265 ] |
| St Mary-le-Bow                         | City of London      | 1683–1710 | 72               | N/A   | [ 266 ] |
| Catedrala St Paul                      | City of London      | 1710–1939 | 111 / 365        | N/A   | [ 75 ]  |
| Centrala electrică Battersea[D]        | Kirtling Street     | 1939–1950 | 113              | 10    | [ 69 ]  |
| Stația de transmisie Crystal Palace[C] | Crystal Palace Park | 1950–1991 | 219              | N/A   | [ 8 ]   |
| One Canada Square                      | Canary Wharf        | 1991–2010 | 235              | 50    | [ 267 ] |
| The Shard                              | Southwark           | 2010—     | 310              | 87    | [ 268 ] |